# Greenhalgh-with-Thistleton
Greenhalgh-with-Thistleton – civil parish w Anglii, w Lancashire, w dystrykcie Fylde. W 2011 civil parish liczyła 439 mieszkańców.